# Joan Serra i Alert
Joan Serra i Alert (Mas d’en Gall d'Esparreguera, Baix Llobregat, 4 de desembre de 1936 - 15 de novembre de 2013) fou un polític català i alcalde d'Esparraguera entre els anys 1979 i 1999.
Fill de teixidors a Can Sedó, va rebre la influència del pare, antifranquista. Des de ben jove va participar en grups de teatre i va aribar a interpretar a Jesucrist a La Passió d'Esparreguera. Amb el seu amic, Andreu Sitjà, va fer pel·lícules experimentals on s'hi mostrava disconformitat amb la cultura oficial del règim. D'aquesta col·laboració, va sortir-ne el film La missa dels homes que va ser guardonat a França. Aquesta activitat cultural es va complementar amb d'altres de caràcter ciutadà, com a promotor de moltes entitats i iniciatives del poble com Ràdio Esparreguera, les llars d'infants locals, el Patronat Parroquial, el centre obert La Fulla o la residència de Can Comelles. També de l'escola El Puig, laica i progressista, que li va proporcionar el contacte amb els moviments de renovació pedagògica. La participació en aquestes activitats de caràcter públic i ciutadà, el van dur a un posicionament polític que progressivament es va decantar cap a la ideologia socialista. En aquest període, publicà articles a La Vanguardia i a Tele/eXpres sota el sobrenom de Vilarnau referits, principalment, a la població d'Esparraguera. És en aquests moments quan començà a tenir els primers contactes polítics amb el socialisme organitzat, tant amb Convergència Socialista de Catalunya com amb el Reagrupament Socialista i Democràtic de Catalunya tot i que no ingressà formalment en cap d’aquestes dues organitzacions polítiques. Fruit d'aquests contactes va ser la participació a les eleccions municipals franquistes de 1973 dins del 'Tercio Familiar'. Una vegada dins del consistori franquista i, a resultes de l'activitat opositora que ell encapçalava, el Governador Civil va desposseir del càrrec a l'alcalde i en va nomenar un altre. Aquest va presentar la baixa mèdica perquè no va voler enfrontar-se a una època tant problemàtica. Com a resultat d'aquest procés es va anomenar a Joan Serra, alcalde provisional. El període d’alcaldia provisional, a l'últim temps del període franquista, va servir, sobretot, per posar les bases de la nova etapa democràtica. Joan Serra es va presentar a les primeres eleccions municipals democràtiques, com a independent a la llista del Partit dels Socialistes de Catalunya, tot formant part del Pacte Democràtic per Catalunya, i fou elegit primer alcalde democràtic d'Esparraguera, institució en la que va restar fins al 1999. Durant els 20 anys en el càrrec, i els seus 5 mandats al capdavant del govern socialista, Joan Serra va iniciar molts projectes per la vila, com per exemple la millora del Barri Font i l'ordenació de les urbanitzacions de Can Rial i Mas d'en Gall, entre d'altres. Amb 76 anys, va morir el 15 de novembre de 2013.